# Synaphosus sauvage
Espèce
Synaphosus sauvage est une espèce d'araignées aranéomorphes de la famille des Gnaphosidae.

## Distribution
Cette espèce se rencontre en France, en Italie, en Suisse et en Espagne.

## Description
Le mâle holotype mesure 2,76 mm et la femelle paratype 3,70 mm.

## Étymologie
Son nom d'espèce lui a été donné en référence au lieu de sa découverte, la côte Sauvage.

## Publication originale
- Ovtsharenko, Levy & Platnick, 1994 : A review of the ground spider genus Synaphosus (Araneae, Gnaphosidae). American Museum novitates, no 3095, p. 1-27 (texte intégral).